# Porachunki (film 1999)
Porachunki (Scrapbook) – dramat obyczajowy produkcji amerykańskiej z 1999 roku w reżyserii Kurta Kuenne'a.
Film opowiada o dwóch braciach Andym i Curcie, którzy zakochują się w jednej dziewczynie, Lisie. Staje się to powodem ich konfliktu. Kiedy Curt odkrywa, że brat wdał się z Lisą w romans, w odruchu buntu związuje się z młodocianym gangiem. Mimo usilnych starań Andy'ego, Curt nie potrafi wybaczyć bratu. Z powodu złego towarzystwa wpada w kłopoty z prawem. Pewnej nocy wraz z kolegami udaje się pod dom dyrektora ich szkoły i w odwecie za karę za złe zachowanie które on im wymierzył dewastują mu podwórko. Sprawa jednak zachodzi za daleko, gdyż przez przypadek podpalają je. Andy o wszystkim wie i chce wyjawić prawdę. Curt sprytnie wrabia jednak brata w przestępstwo i to Andy ma sprawę w sądzie. Ku zdziwieniu Curta, jego brat bierze winę na siebie. To sprawia, że Curt zaczyna wybaczać bratu. Nie zdąża on jednak uwolnić się od złego towarzystwa Prowadzi to do tragedii

## Obsada
- Aaron Nomaktchiensky - Hank
- Eric Balfour - Andy Martin
- Jeff Daurey - Dan Wilson
- Justin Urich - Curt Martin
- Chadwick Palmatier - Jake
- Michael Rothhaar - Roy Martin